# Onthaalklas voor anderstalige nieuwkomers
De onthaalklas voor anderstalige nieuwkomers of OKAN werd in 1995 opgericht om anderstalige leerlingen te helpen zich in te passen in het Vlaamse secundair onderwijs.  Analoge onthaalklassen worden ook in het lager onderwijs georganiseerd.
De OKAN-klas is toegankelijk voor wie:
- tussen 12 en 18 jaar is, dus nog leerplichtig.
- het Nederlands niet als thuistaal of moedertaal heeft
- als nieuwkomer wordt erkend, dus maximaal 12 maanden ononderbroken in België verblijft.
- het Nederlands onvoldoende beheerst
- maximum 9 maanden Nederlandstalig onderwijs heeft gevolgd.

Zo'n klas wordt dus meestal bevolkt door een zeer heterogeen gezelschap: verschillende leeftijden, verschillende nationaliteiten, godsdiensten en talen, verschillen in leervaardigheden (sommigen zijn als analfabeet uit hun land gevlucht, anderen hebben enkele jaren Latijn in hun geboorteland achter de rug).
Voor de OKAN-klas werd een eigen leerplan ontwikkeld, met veel ruimte voor differentiëring. Er wordt gedurende één schooljaar vooral intensief geoefend in het praktisch Nederlands taalgebruik (NT2). Er wordt dus geen "leerstof" (wiskunde, aardrijkskunde, ... ) in de strikte zin van het woord aangebracht. Snel vorderende leerlingen kunnen wel vier uur per week een specifiek vak krijgen. Het is de bedoeling dat de leerlingen na één jaar de "schooltaal" begrijpen en kunnen hanteren. De meeste leerlingen volgen ook een "snuffelstage" in één of meer vervolgklassen om zich een idee te vormen van de daar gestelde eisen.
Dikwijls is één schooljaar OKAN echter te weinig. Zelfs begaafde en vlijtige leerlingen hebben het in het vervolgonderwijs niet gemakkelijk, vooral als er weer een tweede (voor hen is dat soms al hun vierde) taal bij komt: het Frans in Vlaanderen. Daarom wordt vanaf 2006-2007 een tweede luik gevoegd aan het onthaalonderwijs onder vorm van extra ondersteuning voor de leerling in zijn "vervolgjaar".
Een gevolgd schooljaar OKAN geeft ook niet automatisch recht op toegang tot een "hoger" leerjaar. De toegang tot het reguliere onderwijs wordt bepaald op grond van:
- leeftijd
- de gevolgde studies in het land van herkomst (waarvoor "gelijkwaardigheid" bij het ministerie kan worden aangevraagd)
- de vlotheid waarmee zij zich het Nederlands hebben eigen gemaakt.

Op het einde van het schooljaar OKAN volgt meestal een overleg tussen school, CLB en leerlingen (met hun ouders/begeleiders) over de keuze van een geschikte vervolgopleiding.
In 2008-2009 zijn er een goede 40 secundaire scholen in Vlaanderen die zo'n onthaalklas inrichten, voor samen een 1675 jongeren. In 2009-2010 was dit aantal gestegen tot 2431.
In het Vlaamse Basisonderwijs wordt onthaalonderwijs binnen de bestaande klassen georganiseerd. De scholen krijgen per vier leerlingen die aan bovengenoemde criteria (mutatis mutandis voor de leeftijd) voldoen, extra urenkrediet waarmee zij leerkrachten een extra opdracht kunnen geven in het begeleiden van anderstalige nieuwkomers. Deze leerlingen worden in de regel niet samengezet in één klas, maar krijgen ondersteuning in hun eigen klas. Het extra urenkrediet kan ook gebruikt worden om de reguliere onderwijzer(es) navorming te geven in het lesgeven aan anderstaligen.
Door de strikte toelatingsvoorwaarden, komen sommige anderstalige jongeren niet in aanmerking om de OKAN-klassen te volgen. In sommige regio's wordt er in overleg tussen het secundair en het volwassenenonderwijs een aanvullend leertraject Nederlands voorzien in een centrum voor volwassenenonderwijs, waar de anderstalige leerlingen (tot 18 jaar) buiten de schooluren (vaak op woensdagnamiddag) nog extra Nederlands kunnen komen leren. Voor deze leerlingen geldt een speciale vrijstelling van het inschrijvingsgeld (tussen 12 en 16 jaar).